# C1QTNF9B
C1QTNF9B (англ. C1q and TNF related 9B) – білок, який кодується однойменним геном, розташованим у людей на 13-й хромосомі. Довжина поліпептидного ланцюга білка становить 333 амінокислот, а молекулярна маса — 34 713.
| 10         |  | 20         |  | 30         |  | 40         |  | 50         |
| ---------- |  | ---------- |  | ---------- |  | ---------- |  | ---------- |
| MRIWWLLLAI |  | EICTGNINSQ |  | DTCRQGHPGI |  | PGNPGHNGLP |  | GRDGRDGAKG |
| DKGDAGEPGC |  | PGSPGKDGTS |  | GEKGERGADG |  | KVEAKGIKGD |  | QGSRGSPGKH |
| GPKGLAGPMG |  | EKGLRGETGP |  | QGQKGNKGDV |  | GPTGPEGPRG |  | NIGPLGPTGL |
| PGPMGPIGKP |  | GPKGEAGPTG |  | PQGEPGVRGI |  | RGWKGDRGEK |  | GKIGETLVLP |
| KSAFTVGLTV |  | LSKFPSSDVP |  | IKFDKILYNE |  | FNHYDTAVGK |  | FTCHIAGVYY |
| FTYHITVFSR |  | NVQVSLVKNG |  | VKILHTRDAY |  | VSSEDQASGS |  | IVLQLKLGDE |
| MWLQVTGGER |  | FNGLFADEDD |  | DTTFTGFLLF |  | SSQ        |  |            |

A: Аланін

C: Цистеїн

D: Аспарагінова кислота

E: Глутамінова кислота

F: Фенілаланін

G: Гліцин

H: Гістидин

I: Ізолейцин

K: Лізин

L: Лейцин

M: Метіонін

N: Аспарагін

P: Пролін

Q: Глутамін

R: Аргінін

S: Серин

T: Треонін

V: Валін

W: Триптофан

Задіяний у такому біологічному процесі, як альтернативний сплайсинг. 
Секретований назовні.